# 긴코반디쿠트속
긴코반디쿠트속(Isoodon)은 반디쿠트목에 속하는 유대류 속의 하나이다.

## 하위 종
현존하는 3종으로 이루어져 있다.
- 서부가로무늬반디쿠트 (Perameles bougainville)
- 동부가로무늬반디쿠트 (Perameles gunnii)
- 긴코반디쿠트 (Perameles nasuta)
- † 사막반디쿠트 (Perameles eremiana)
- † Perameles allinghamensis
- † Perameles bowensis